# Lijst van interlands Belgisch voetbalelftal 2020-2029
Deze pagina toont een chronologisch en gedetailleerd overzicht van de interlands die het Belgisch voetbalelftal speelde en zal spelen in de periode 2020 – 2029.

## Interlands

### 2020
|                                                                               |            |       |                        | |
| 5 september 2020                                                              | Denemarken | 0 – 2 | België                 | Opstelling België: |
| UEFA Nations League 2020/21 Parken, Kopenhagen Scheidsrechter: Sandro Schärer |            |       | 9' Denayer 77' Mertens | Mignolet; Alderweireld, Denayer, Vertonghen; Castagne, Tielemans (88' Doku), Witsel , T. Hazard; Mertens (80' Trossard), R. Lukaku, Carrasco (57' Praet) Bondscoach: Roberto Martínez Debuut: Leandro Trossard (Brighton & Hove Albion), Jérémy Doku (Anderlecht) |

|                                                                                               |                                                    |       |                 | |
| 8 september 2020                                                                              | België                                             | 5 – 1 | IJsland         | Opstelling België: |
| UEFA Nations League 2020/21 Koning Boudewijnstadion, Brussel Scheidsrechter: Paweł Raczkowski | Witsel 13' Batshuayi 17', 69' Mertens 50' Doku 79' |       | 10' Friðjónsson | Casteels (56' Mignolet); Alderweireld , Denayer, Vertonghen; Meunier, De Bruyne (81' Vanaken), Witsel, T. Hazard (65' Verschaeren); Mertens, Batshuayi, Doku Bondscoach: Roberto Martínez Debuut: Koen Casteels (VfL Wolfsburg) |

|                                                                                     |               |       |                   | |
| 8 oktober 2020                                                                      | België        | 1 – 1 | Ivoorkust         | Opstelling België: |
| Vriendschappelijk Koning Boudewijnstadion, Brussel Scheidsrechter: Serdar Gözübüyük | Batshuayi 53' |       | 86' (pen.) Kessié | Mignolet (77' Van Crombrugge); Vanheusden (77' Bornauw), Mechele, Boyata; Saelemaekers, Dendoncker, Vanaken, Castagne (89' Kayembe); Trossard (68' Verschaeren), Batshuayi (68' Benteke), Doku (68' Origi) Bondscoach: Roberto Martínez Debuut: Zinho Vanheusden (Standard Luik), Alexis Saelemaekers (AC Milan), Sebastiaan Bornauw (1. FC Köln), Hendrik Van Crombrugge (Anderlecht), Joris Kayembe (Sporting Charleroi) |

|                                                                                    |                               |       |                      | |
| 11 oktober 2020                                                                    | Engeland                      | 2 – 1 | België               | Opstelling België: |
| UEFA Nations League 2020/21 Wembley Stadium, Londen Scheidsrechter: Tobias Stieler | Rashford 39' (pen.) Mount 65' |       | 16' (pen.) R. Lukaku | Mignolet; Alderweireld, Boyata, Denayer; Meunier, Witsel, Tielemans, Castagne; De Bruyne (73' Verschaeren), R. Lukaku, Carrasco (83' Doku) Bondscoach: Roberto Martínez |

|                                                                                          |               |       |                          | |
| 14 oktober 2020                                                                          | IJsland       | 1 – 2 | België                   | Opstelling België: |
| UEFA Nations League 2020/21 Laugardalsvöllur, Reykjavik Scheidsrechter: Andris Treimanis | Sævarsson 17' |       | 9', 38' (pen.) R. Lukaku | Mignolet; Alderweireld, Boyata, Denayer; Meunier, Witsel, Tielemans, Carrasco; Trossard (61' Vanaken), R. Lukaku , Doku (68' Castagne) Bondscoach: Roberto Martínez |

|                                                                                            |                    |       |             | |
| 11 november 2020                                                                           | België             | 2 – 1 | Zwitserland | Opstelling België: |
| Vriendschappelijk King Power at Den Dreef Stadion, Heverlee Scheidsrechter: Jérôme Brisard | Batshuayi 50', 70' |       | 12' Mehmedi | Mignolet; Bornauw (90+1' Denayer), Mechele, Vertonghen (58' Delcroix); Chadli (58' Foket), Dendoncker (46' Tielemans), Vanaken, T. Hazard (90+1' De Ketelaere); Praet, Batshuayi, Lukebakio (83' Kayembe) Bondscoach: Roberto Martínez Debuut: Dodi Lukebakio (Hertha BSC), Hannes Delcroix (Anderlecht), Charles De Ketelaere (Club Brugge) |

| |                           |       |          | |
| 15 november 2020                                                                                     | België                    | 2 – 0 | Engeland | Opstelling België: |
| UEFA Nations League 2020/21 King Power at Den Dreef Stadion, Heverlee Scheidsrechter: Danny Makkelie | Tielemans 10' Mertens 24' |       |          | Courtois; Alderweireld, Denayer, Vertonghen ; Meunier, Witsel, Tielemans, T. Hazard; Mertens (83' Praet), R. Lukaku, De Bruyne Bondscoach: Roberto Martínez |

| |                                               |       |                            | |
| 18 november 2020                                                                                    | België                                        | 4 – 2 | Denemarken                 | Opstelling België: |
| UEFA Nations League 2020/21 King Power at Den Dreef Stadion, Heverlee Scheidsrechter: Slavko Vinčić | Tielemans 3' R. Lukaku 57', 69' De Bruyne 87' |       | 18' Wind 86' (e.d.) Chadli | Courtois; Alderweireld, Denayer, Vertonghen (90' Boyata); T. Hazard (77' Foket), Tielemans, Dendoncker, Chadli; Mertens, R. Lukaku, De Bruyne Bondscoach: Roberto Martínez |

### 2021
|                                                                                        |                                                  |       |            | |
| 24 maart 2021                                                                          | België                                           | 3 – 1 | Wales      | Opstelling België: |
| WK-kwalificatie King Power at Den Dreef Stadion, Heverlee Scheidsrechter: Cüneyt Çakır | De Bruyne 22' T. Hazard 28' R. Lukaku 72' (pen.) |       | 10' Wilson | Courtois; Alderweireld, Vermaelen (46' Denayer), Vertonghen ; Meunier, Dendoncker, Tielemans, T. Hazard (84' Castagne); De Bruyne, R. Lukaku, Mertens (90+3' Trossard) Bondscoach: Roberto Martínez |

|                                                                      |            |       |               | |
| 27 maart 2021                                                        | Tsjechië   | 1 – 1 | België        | Opstelling België: |
| WK-kwalificatie Sinobo Stadium, Praag Scheidsrechter: William Collum | Provod 50' |       | 60' R. Lukaku | Courtois; Alderweireld, Denayer, Vertonghen ; Castagne, Dendoncker, Tielemans, Chadli (56' Foket); De Bruyne, R. Lukaku, Mertens (56' Trossard) Bondscoach: Roberto Martínez |

|                                                                                          |                                                                                 |       |             | |
| 30 maart 2021                                                                            | België                                                                          | 8 – 0 | Wit-Rusland | Opstelling België: |
| WK-kwalificatie King Power at Den Dreef Stadion, Heverlee Scheidsrechter: Donatas Rumšas | Batshuayi 14' Vanaken 17', 89' Trossard 38', 75' Doku 42' Praet 49' Benteke 70' |       |             | Mignolet; Alderweireld, Denayer (46' Boyata), Vertonghen (64' Dendoncker); Meunier, Praet (71' Tielemans), Vanaken, T. Hazard; Trossard, Batshuayi (64' Benteke), Doku (77' Januzaj) Bondscoach: Roberto Martínez |

|                                                                                    |               |       |              | |
| 3 juni 2021                                                                        | België        | 1 – 1 | Griekenland  | Opstelling België: |
| Vriendschappelijk Koning Boudewijnstadion, Brussel Scheidsrechter: Fábio Veríssimo | T. Hazard 20' |       | 66' Tzavelas | Mignolet (90' Sels); Alderweireld (82' Tielemans), Boyata, Denayer; Meunier, Dendoncker, Praet, T. Hazard (74' Chadli); Doku (46' Mertens), R. Lukaku (46' Batshuayi), Carrasco (74' Trossard) Bondscoach: Roberto Martínez Debuut: Matz Sels (RC Strasbourg) |

|                                                                                  |               |       |         | |
| 6 juni 2021                                                                      | België        | 1 – 0 | Kroatië | Opstelling België: |
| Vriendschappelijk Koning Boudewijnstadion, Brussel Scheidsrechter: Deniz Aytekin | R. Lukaku 38' |       |         | Courtois; Alderweireld, Denayer, Vertonghen (46' Vermaelen); Castagne, Dendoncker (82' E. Hazard), Tielemans, Chadli (71' T. Hazard); Mertens (68' Vanaken), R. Lukaku, Carrasco (81' Doku) Bondscoach: Roberto Martínez |

|                                                                                |                                |       |         | |
| 12 juni 2021                                                                   | België                         | 3 – 0 | Rusland | Opstelling België: |
| EK 2020 Krestovskistadion, Sint-Petersburg Scheidsrechter: Antonio Mateu Lahoz | R. Lukaku 10', 88' Meunier 34' |       |         | Courtois; Alderweireld, Boyata, Vertonghen (76' Vermaelen); Castagne (27' Meunier), Dendoncker, Tielemans, T. Hazard; Mertens (72' E. Hazard), R. Lukaku, Carrasco (77' Praet) Bondscoach: Roberto Martínez |

|                                                          |            |       |                             | |
| 17 juni 2021                                             | Denemarken | 1 – 2 | België                      | Opstelling België: |
| EK 2020 Parken, Kopenhagen Scheidsrechter: Björn Kuipers | Poulsen 2' |       | 55' T. Hazard 70' De Bruyne | Courtois; Alderweireld, Denayer, Vertonghen ; Meunier, Dendoncker (59' Witsel), Tielemans, T. Hazard (90+4' Vermaelen); Mertens (46' De Bruyne), R. Lukaku, Carrasco (59' E. Hazard) Bondscoach: Roberto Martínez |

|                                                                        |         |       |                                   | |
| 21 juni 2021                                                           | Finland | 0 – 2 | België                            | Opstelling België: |
| EK 2020 Krestovskistadion, Sint-Petersburg Scheidsrechter: Felix Brych |         |       | 74' (e.d.) Hrádecký 81' R. Lukaku | Courtois; Denayer, Boyata, Vermaelen; Trossard (76' Meunier), Witsel, De Bruyne (90+1' Vanaken), Chadli; Doku (76' Batshuayi), R. Lukaku (84' Benteke), E. Hazard Bondscoach: Roberto Martínez |

|                                                                    |               |       |          | |
| 27 juni 2021                                                       | België        | 1 – 0 | Portugal | Opstelling België: |
| EK 2020 Estadio de La Cartuja, Sevilla Scheidsrechter: Felix Brych | T. Hazard 42' |       |          | Courtois; Alderweireld, Vermaelen, Vertonghen; Meunier, Witsel, Tielemans, T. Hazard (90+5' Dendoncker); De Bruyne (48' Mertens) R. Lukaku, E. Hazard (87' Carrasco) Bondscoach: Roberto Martínez |

|                                                              |                        |       |                         | |
| 2 juli 2021                                                  | België                 | 1 – 2 | Italië                  | Opstelling België: |
| EK 2020 Allianz Arena, München Scheidsrechter: Slavko Vinčić | R. Lukaku 45+2' (pen.) |       | 31' Barella 44' Insigne | Courtois; Alderweireld, Vermaelen, Vertonghen ; Meunier (70' Chadli) (74' Praet), Witsel, Tielemans (63' Mertens), T. Hazard; De Bruyne, R. Lukaku, Doku Bondscoach: Roberto Martínez |

|                                                                                     |                   |       |                                                     | |
| 2 september 2021                                                                    | Estland           | 2 – 5 | België                                              | Opstelling België: |
| WK-kwalificatie A. Le Coq Arena, Tallinn Scheidsrechter: Guillermo Cuadra Fernández | Kaït 2' Sorga 83' |       | 22' Vanaken 29', 52' R. Lukaku 65' Witsel 76' Foket | Courtois; Alderweireld (83' Dendoncker), Boyata, Denayer; Saelemaekers (66' Foket), Vanaken, Witsel, Carrasco (83' Lukebakio); Trossard, R. Lukaku (74' Benteke), E. Hazard (74' Sambi Lokonga) Bondscoach: Roberto Martínez Debuut: Albert Sambi Lokonga (Arsenal FC) |

|                                                                                 |                                             |       |          | |
| 5 september 2021                                                                | België                                      | 3 – 0 | Tsjechië | Opstelling België: |
| WK-kwalificatie Koning Boudewijnstadion, Brussel Scheidsrechter: Michael Oliver | R. Lukaku 8' E. Hazard 41' Saelemaekers 65' |       |          | Courtois; Alderweireld, Denayer, Vertonghen; Castagne, Witsel, Tielemans (81' Dendoncker), Carrasco (57' Saelemaekers); Vanaken (81' Lukebakio), R. Lukaku (81' Batshuayi), E. Hazard (73' Trossard) Bondscoach: Roberto Martínez |

|                                                                                   |             |       |           | |
| 8 september 2021                                                                  | Wit-Rusland | 0 – 1 | België    | Opstelling België: |
| WK-kwalificatie Centraalstadion, Kazan (Rusland) Scheidsrechter: Paweł Raczkowski |             |       | 33' Praet | Casteels; Alderweireld , Boyata, Denayer; Saelemaekers (84' Foket), Praet, Tielemans, Castagne; Trossard (60' E. Hazard), Batshuayi (84' Dendoncker), Lukabakio (76' Benteke) Bondscoach: Roberto Martínez |

|                                                                                    |                            |       |                                                | |
| 7 oktober 2021                                                                     | België                     | 2 – 3 | Frankrijk                                      | Opstelling België: |
| UEFA Nations League 2020/21 Allianz Stadium, Turijn Scheidsrechter: Daniel Siebert | Carrasco 37' R. Lukaku 40' |       | 62' Benzema 69' (pen.) Mbappé 90' T. Hernández | Courtois; Alderweireld, Denayer, Vertonghen; Castagne (90+2' Batshuayi), Witsel, Tielemans (70' Vanaken), Carrasco; De Bruyne, R. Lukaku, E. Hazard (74' Trossard) Bondscoach: Roberto Martínez |

|                                                                                     |                                |       |                  | |
| 10 oktober 2021                                                                     | Italië                         | 2 – 1 | België           | Opstelling België: |
| UEFA Nations League 2020/21 Allianz Stadium, Turijn Scheidsrechter: Srđan Jovanović | Barella 46' Berardi 65' (pen.) |       | 86' De Ketelaere | Courtois; Alderweireld, Denayer, Vertonghen ; Castagne, Witsel, Tielemans (59' De Bruyne), Carrasco (87' Trossard); Saelemaekers (59' De Ketelaere), Batshuayi, Vanaken Bondscoach: Roberto Martínez |

|                                                                                   |                                        |       |           | |
| 13 november 2021                                                                  | België                                 | 3 – 1 | Estland   | Opstelling België: |
| WK-kwalificatie Koning Boudewijnstadion, Brussel Scheidsrechter: Halil Umut Meler | Benteke 11' Carrasco 53' T. Hazard 74' |       | 70' Sorga | Courtois; Castagne, Denayer, Vertonghen; Meunier (63' Saelemaekers), Witsel, De Bruyne (83' De Ketelaere), Carrasco (71' Mertens); Vanaken, Benteke (84' Origi), E. Hazard (62' T. Hazard) Bondscoach: Roberto Martínez |

|                                                                                 |           |       |               | |
| 16 november 2021                                                                | Wales     | 1 – 1 | België        | Opstelling België: |
| WK-kwalificatie Cardiff City Stadium, Cardiff Scheidsrechter: Artur Soares Dias | Moore 32' |       | 12' De Bruyne | Casteels; Castagne (59' Dendoncker), Boyata, Theate (85' Vertonghen); Meunier (85' Trossard), Witsel, De Bruyne , Vanaken, T. Hazard; De Ketelaere (58' Saelemaekers), Origi (59' Vanzeir) Bondscoach: Roberto Martínez Debuut: Arthur Theate (Bologna FC), Dante Vanzeir (Union Sint-Gillis) |

### 2022
|                                                                   |                       |       |                           | |
| 26 maart 2022                                                     | Ierland               | 2 – 2 | België                    | Opstelling België: |
| Vriendschappelijk Avivastadion, Dublin Scheidsrechter: Nick Walsh | Ogbene 35' Browne 85' |       | 12' Batshuayi 58' Vanaken | Mignolet; Denayer, Boyata, Theate (75' Mangala); Saelemaekers (46' Foket), Dendoncker, Tielemans , T. Hazard; De Ketelaere (75' Januzaj), Batshuayi (83' Benteke), Vanaken Bondscoach: Roberto Martínez Debuut: Orel Mangala (VfB Stuttgart) |

|                                                                        |                                      |       |              | |
| 29 maart 2022                                                          | België                               | 3 – 0 | Burkina Faso | Opstelling België: |
| Vriendschappelijk Lotto Park, Anderlecht Scheidsrechter: Dennis Higler | Vanaken 15' Trossard 18' Benteke 75' |       |              | Sels; Denayer (46' Dendoncker), Bornauw, Van der Heyden; Foket, Vanaken (78' Mangala), Tielemans , Trossard (78' Origi); De Ketelaere (53' Saelemaekers), Batshuayi (69' Benteke), Januzaj (53' Verschaeren) Bondscoach: Roberto Martínez Debuut: Siebe Van der Heyden (Union Sint-Gillis) |

| |                 |       |                                          | |
| 3 juni 2022                                                                                              | België          | 1 – 4 | Nederland                                | Opstelling België: |
| UEFA Nations League 2022/23 Koning Boudewijnstadion, Brussel Scheidsrechter: José María Sánchez Martínez | Batshuayi 90+3' |       | 40' Bergwijn 51', 65' Depay 61' Dumfries | Mignolet; Alderweireld, Boyata, Vertonghen; Meunier (67' Carrasco), Vanaken (46' Onana), Witsel (67' Batshuayi), Castagne; De Bruyne, R. Lukaku (27' Trossard), E. Hazard (46' Mertens) Bondscoach: Roberto Martínez Debuut: Amadou Onana (OSC Lille) |

|                                                                                            |                                                                        |       |                 | |
| 8 juni 2022                                                                                | België                                                                 | 6 – 1 | Polen           | Opstelling België: |
| UEFA Nations League 2022/23 Koning Boudewijnstadion, Brussel Scheidsrechter: Ivan Kružliak | Witsel 42' De Bruyne 59' Trossard 73', 80' Dendoncker 83' Openda 90+3' |       | 28' Lewandowski | Mignolet; Dendoncker, Alderweireld, Vertonghen; Castagne (84' T. Hazard), Witsel (85' Faes), Tielemans, Carrasco; De Bruyne (75' De Ketelaere), Batshuayi (84' Openda), E. Hazard (66' Trossard) Bondscoach: Roberto Martínez Debuut: Loïs Openda (SBV Vitesse), Wout Faes (Stade Reims) |

|                                                                                          |             |       |               | |
| 11 juni 2022                                                                             | Wales       | 1 – 1 | België        | Opstelling België: |
| UEFA Nations League 2022/23 Cardiff City Stadium, Cardiff Scheidsrechter: Benoît Bastien | Johnson 86' |       | 51' Tielemans | Casteels; Dendoncker, Boyata, Theate; Meunier, Witsel (90+3' Openda), Tielemans, Carrasco (61' T. Hazard); De Bruyne (72' E. Hazard), Batshuayi, Trossard (72' Praet) Bondscoach: Roberto Martínez |

|                                                                                      |       |       |               | |
| 14 juni 2022                                                                         | Polen | 0 – 1 | België        | Opstelling België: |
| UEFA Nations League 2022/23 Nationaal Stadion, Warschau Scheidsrechter: Irfan Peljto |       |       | 15' Batshuayi | Mignolet; Dendoncker, Alderweireld, Vertonghen; Castagne, Witsel (46' Vanaken), Tielemans, T. Hazard (62' Foket); Mertens (80' De Ketelaere), Batshuayi (67' Openda), E. Hazard (67' Trossard) Bondscoach: Roberto Martínez |

|                                                                                            |                             |       |           | |
| 22 september 2022                                                                          | België                      | 2 – 1 | Wales     | Opstelling België: |
| UEFA Nations League 2022/23 Koning Boudewijnstadion, Brussel Scheidsrechter: Ali Palabıyık | De Bruyne 10' Batshuayi 38' |       | 50' Moore | Courtois; Debast, Alderweireld, Vertonghen; Meunier, Tielemans (76' Vanaken), Witsel, Carrasco (65' Mertens); De Bruyne (90+2' De Ketelaere), Batshuayi (65' Openda), E. Hazard (65' Trossard) Bondscoach: Roberto Martínez Debuut: Zeno Debast (RSC Anderlecht) |

|                                                                                           |              |       |        | |
| 25 september 2022                                                                         | Nederland    | 1 – 0 | België | Opstelling België: |
| UEFA Nations League 2022/23 Johan Cruijff ArenA, Amsterdam Scheidsrechter: Anthony Taylor | Van Dijk 73' |       |        | Courtois; Debast, Alderweireld, Vertonghen; Meunier (46' Carrasco), Onana (75' Tielemans), Witsel, Castagne (82' Lukebakio); De Bruyne, Batshuayi (46' De Ketelaere), E. Hazard (64' Trossard) Bondscoach: Roberto Martínez |

| |                        |       |            | |
| 18 november 2022                                                                                       | Egypte                 | 2 – 1 | België     | Opstelling België: |
| Vriendschappelijk Jaber Al-Ahmad Internationaal Stadion, Koeweit (Koeweit) Scheidsrechter: Ali Mahmoud | Mohamed 33' Hassan 46' |       | 76' Openda | Courtois; Debast, Alderweireld, Theate (71' Vertonghen); Castagne (82' Doku), Vanaken (46' Tielemans), Witsel, Carrasco; De Bruyne (46' Mertens), Batshuayi (46' Openda), E. Hazard (71' Meunier) Bondscoach: Roberto Martínez |

|                                                                       |               |       |        | |
| 23 november 2022                                                      | België        | 1 – 0 | Canada | Opstelling België: |
| WK 2022 Ahmed bin Alistadion, Ar Rayyan Scheidsrechter: Janny Sikazwe | Batshuayi 44' |       |        | Courtois; Dendoncker, Alderweireld, Vertonghen; Castagne, Tielemans (46' Onana), Witsel, Carrasco (46' Meunier); De Bruyne, Batshuayi (78' Openda), E. Hazard (62' Trossard) Bondscoach: Roberto Martínez |

|                                                                    |        |       |                            | |
| 27 november 2022                                                   | België | 0 – 2 | Marokko                    | Opstelling België: |
| WK 2022 Al Thumamastadion, Doha Scheidsrechter: César Arturo Ramos |        |       | 73' Sabiri 90+2' Aboukhlal | Courtois; Meunier (81' R. Lukaku), Alderweireld, Vertonghen, Castagne; Onana (60' Tielemans), E. Hazard (60' Mertens), Witsel; De Bruyne, Batshuayi (75' De Ketelaere), T. Hazard (74' Trossard) Bondscoach: Roberto Martínez |

|                                                                        |         |       |        | |
| 1 december 2022                                                        | Kroatië | 0 – 0 | België | Opstelling België: |
| WK 2022 Ahmed bin Alistadion, Ar Rayyan Scheidsrechter: Anthony Taylor |         |       |        | Courtois; Meunier (87' E. Hazard), Alderweireld, Vertonghen, Castagne; Dendoncker (72' Tielemans), Witsel, De Bruyne ; Trossard (59' T. Hazard), Mertens (46' R. Lukaku), Carrasco (72' Doku) Bondscoach: Roberto Martínez |

### 2023
|                                                                     |        |       |                         | |
| 24 maart 2023                                                       | Zweden | 0 – 3 | België                  | Opstelling België: |
| EK-kwalificatie Friends Arena, Solna Scheidsrechter: Orel Grinfeeld |        |       | 35', 49', 82' R. Lukaku | Courtois; Castagne, Faes, Vertonghen, Theate (86' Saelemaekers); De Bruyne , Onana, Carrasco (90' Openda); Lukebakio (61' Bakayoko), R. Lukaku (85' Bornauw), Trossard (61' Mangala) Bondscoach: Domenico Tedesco Debuut: Johan Bakayoko (PSV) |

|                                                                             |                                |       |                                        | |
| 28 maart 2023                                                               | Duitsland                      | 2 – 3 | België                                 | Opstelling België: |
| Vriendschappelijk RheinEnergieStadion, Keulen Scheidsrechter: Willy Delajod | Füllkrug 44' (pen.) Gnabry 87' |       | 6' Carrasco 9' R. Lukaku 78' De Bruyne | Casteels; Castagne, Faes, Vertonghen (46' Saelemaekers), Theate; Onana, De Bruyne (80' Openda), Mangala (80' Lavia); Lukebakio (58' Bakayoko), R. Lukaku (68' De Ketelaere), Carrasco (58' Trossard) Bondscoach: Domenico Tedesco Debuut: Roméo Lavia (Southampton FC) |

|                                                                                 |               |       |                    | |
| 17 juni 2023                                                                    | België        | 1 – 1 | Oostenrijk         | Opstelling België: |
| EK-kwalificatie Koning Boudewijnstadion, Brussel Scheidsrechter: Jérôme Brisard | R. Lukaku 62' |       | 22' (e.d.) Mangala | Courtois; Castagne, Faes, Dendoncker (84' Al-Dakhil), Theate; Mangala (75' Vranckx), Carrasco (76' Openda), Tielemans; Lukebakio (69' Bakayoko), R. Lukaku , Doku (84' Trésor) Bondscoach: Domenico Tedesco Debuut: Aster Vranckx (AC Milan), Mike Trésor Ndayishimiye (KRC Genk), Ameen Al-Dakhil (Burnley FC) |

|                                                                      |         |       |                                 | |
| 20 juni 2023                                                         | Estland | 0 – 3 | België                          | Opstelling België: |
| EK-kwalificatie A. Le Coq Arena, Tallinn Scheidsrechter: John Beaton |         |       | 37', 40' R. Lukaku 90' Bakayoko | Sels; Castagne, Faes, Vertonghen (58' Al-Dakhil), Theate (88' Deman); Vranckx (57' Mangala), Tielemans, Trésor (57' Doku); Bakayoko, R. Lukaku (69' Batshuayi), Carrasco Bondscoach: Domenico Tedesco Debuut: Olivier Deman (Cercle Brugge) |

|                                                                    |              |       |              | |
| 9 september 2023                                                   | Azerbeidzjan | 0 – 1 | België       | Opstelling België: |
| EK-kwalificatie Dalğa Arena, Bakoe Scheidsrechter: Nenad Minaković |              |       | 38' Carrasco | Casteels; Castagne, Faes, Vertonghen, Theate; Tielemans (66' Mangala), Onana, Trossard (79' Lukebakio); Bakayoko (66' Doku), R. Lukaku (66' Batshuayi), Carrasco (84' Openda) Bondscoach: Domenico Tedesco |

|                                                                                     |                                                                |       |         | |
| 12 september 2023                                                                   | België                                                         | 5 – 0 | Estland | Opstelling België: |
| EK-kwalificatie Koning Boudewijnstadion, Brussel Scheidsrechter: Bartosz Frankowski | Vertonghen 4' Trossard 18' R. Lukaku 56', 58' De Ketelaere 88' |       |         | Casteels; Castagne (66' Siquet), Faes, Vertonghen (84' Debast), Theate; Mangala, Onana, Carrasco (60' Lukebakio); Doku, R. Lukaku (61' Openda), Trossard (66' De Ketelaere) Bondscoach: Domenico Tedesco Debuut: Hugo Siquet (Cercle Brugge) |

|                                                                              |                                |       |                                  | |
| 13 oktober 2023                                                              | Oostenrijk                     | 2 – 3 | België                           | Opstelling België: |
| EK-kwalificatie Ernst Happelstadion, Wenen Scheidsrechter: Jesús Gil Manzano | Laimer 72' Sabitzer 84' (pen.) |       | 12', 55' Lukebakio 58' R. Lukaku | Sels; Castagne, Faes, Vertonghen, Theate; Mangala (64' Tielemans), Onana 35', 78', Openda (46' Carrasco); Lukebakio (71' Bakayoko (87' Vermeeren)), R. Lukaku , Doku (88' Keita) Bondscoach: Domenico Tedesco Debuut: Mandela Keita (Antwerp FC), Arthur Vermeeren (Antwerp FC) |

|                                                                                   |                      |          |              | |
| 16 oktober 2023                                                                   | België               | 1 – 1(a) | Zweden       | Opstelling België: |
| EK-kwalificatie Koning Boudewijnstadion, Brussel Scheidsrechter: Maurizio Mariani | R. Lukaku 30' (pen.) |          | 15' Gyökeres | Sels; Castagne, Faes, Vertonghen, Theate; Tielemans, Mangala, Carrasco; Bakayoko, R. Lukaku , De Ketelaere Bondscoach: Domenico Tedesco |

(a): De wedstrijd tegen Zweden werd tijdens de rust definitief gestaakt wegens een aanslag die voor aanvang van de wedstrijd gepleegd werd op enkele Zweedse supporters. Op 19 oktober maakte de UEFA bekend dat de wedstrijd niet meer hervat wordt en de stand bij de rust geldt als de eindstand.
|                                                                                          |             |       |        | |
| 15 november 2023                                                                         | België      | 1 – 0 | Servië | Opstelling België: |
| Vriendschappelijk King Power at Den Dreef Stadion, Heverlee Scheidsrechter: Marian Barbu | Carrasco 2' |       |        | Sels; Debast, Al-Dakhil, Theate (46' Faes), Deman (78' Castagne); Vermeeren, Mangala (46' Vranckx), Tielemans; Bakayoko (46' Lukebakio), Openda (67' Batshuayi), Carrasco (67' Trossard) Bondscoach: Domenico Tedesco |

|                                                                              |                                           |       |              | |
| 19 november 2023                                                             | België                                    | 5 – 0 | Azerbeidzjan | Opstelling België: |
| EK-kwalificatie Koning Boudewijnstadion, Brussel Scheidsrechter: Gergő Bogár | R. Lukaku 17', 26', 30', 37' Trossard 90' |       |              | Casteels; Castagne, Faes, Vertonghen (84' Al-Dakhil), Theate (60' Saelemaekers); Mangala, Vranckx (46' Tielemans), Trossard; Bakayoko (60' Carrasco), R. Lukaku (46' Openda), Doku Bondscoach: Domenico Tedesco |

### 2024
|                                                                    |         |       |        | |
| 23 maart 2024                                                      | Ierland | 0 – 0 | België | Opstelling België: |
| Vriendschappelijk Avivastadion, Dublin Scheidsrechter: Rohit Saggi |         |       |        | Sels (83' Kaminski); Castagne (46' Batshuayi), De Winter (64' Onana), Faes, Deman; Vermeeren, Vranckx, Tielemans (46' Meunier); Bakayoko (64' Lukebakio), Openda, Trossard (46' Doku) Bondscoach: Domenico Tedesco Debuut: Koni De Winter (Genoa CFC), Thomas Kaminski (Luton Town FC) |

|                                                                              |                                   |       |                    | |
| 26 maart 2024                                                                | Engeland                          | 2 – 2 | België             | Opstelling België: |
| Vriendschappelijk Wembley Stadium, Londen Scheidsrechter: Sebastian Gishamer | Toney 17' (pen.) Bellingham 90+5' |       | 11', 36' Tielemans | Sels; Castagne, Debast (83' Faes), Vertonghen, Theate (71' Vranckx); Mangala (82' Openda), Onana, Tielemans (71' Meunier); Trossard (60' Lukebakio), R. Lukaku (83' Batshuayi), Doku Bondscoach: Domenico Tedesco |

|                                                                                        |                                     |       |                  | |
| 5 juni 2024                                                                            | België                              | 2 – 0 | Montenegro       | Opstelling België: |
| Vriendschappelijk Koning Boudewijnstadion, Brussel Scheidsrechter: Kristoffer Karlsson | De Bruyne 44' Trossard 90+3' (pen.) |       | 63', 88' Brnović | Casteels; Meunier (46' Castagne), Faes (46' Witsel), Debast, De Cuyper; Vermeeren, De Bruyne (46' Trossard), Onana (46' Doku); Bakayoko (46' Mangala), Openda, Carrasco (46' Lukebakio) Bondscoach: Domenico Tedesco Debuut: Maxim De Cuyper (Club Brugge) |

|                                                                                     |                                        |       |           | |
| 8 juni 2024                                                                         | België                                 | 3 – 0 | Luxemburg | Opstelling België: |
| Vriendschappelijk Koning Boudewijnstadion, Brussel Scheidsrechter: Paweł Raczkowski | R. Lukaku 42' (pen.), 57' Trossard 81' |       |           | Casteels; Castagne (65' Bakayoko), Faes, Witsel (46' Vranckx), Meunier (16' De Cuyper); Mangala, De Bruyne (73' De Ketelaere), Onana (65' Debast); Trossard, R. Lukaku, Doku (65' Carrasco) Bondscoach: Domenico Tedesco |

|                                                                                |        |       |            | |
| 17 juni 2024                                                                   | België | 0 – 1 | Slowakije  | Opstelling België: |
| EK 2024 Deutsche Bank Park, Frankfurt am Main Scheidsrechter: Halil Umut Meler |        |       | 7' Schranz | Casteels; Castagne, Faes, Debast, Carrasco (84' Lukebakio); Mangala (57' Bakayoko), De Bruyne , Onana; Doku (84' Openda), R. Lukaku, Trossard (74' Tielemans) Bondscoach: Domenico Tedesco |

|                                                                      |                            |       |          | |
| 22 juni 2024                                                         | België                     | 2 – 0 | Roemenië | Opstelling België: |
| EK 2024 RheinEnergieStadion, Keulen Scheidsrechter: Szymon Marciniak | Tielemans 2' De Bruyne 80' |       |          | Casteels; Castagne, Faes, Vertonghen, Theate (77' Debast); Tielemans (72' Mangala), De Bruyne , Onana; Lukebakio (56' Trossard), R. Lukaku, Doku (72' Carrasco) Bondscoach: Domenico Tedesco |

|                                                            |          |       |        | |
| 26 juni 2024                                               | Oekraïne | 0 – 0 | België | Opstelling België: |
| EK 2024 MHPArena, Stuttgart Scheidsrechter: Anthony Taylor |          |       |        | Casteels; Castagne, Faes, Vertonghen, Theate; Tielemans (62' Mangala), De Bruyne , Onana; Trossard (62' Carrasco), R. Lukaku (90' Openda), Doku (77' Bakayoko) Bondscoach: Domenico Tedesco |

|                                                                     |                       |       |        | |
| 1 juli 2024                                                         | Frankrijk             | 1 – 0 | België | Opstelling België: |
| EK 2024 Merkur Spiel-Arena, Düsseldorf Scheidsrechter: Glenn Nyberg | Vertonghen 85' (e.d.) |       |        | Casteels; Castagne (88' De Ketelaere), Faes, Vertonghen, Theate; Carrasco (88' Lukebakio), Onana, De Bruyne , Doku; R. Lukaku, Openda (63' Mangala) Bondscoach: Domenico Tedesco |

| |                                         |       |                     | |
| 6 september 2024                                                                                   | België                                  | 3 – 1 | Israël              | Opstelling België: |
| UEFA Nations League 2024/25 Nagyerdei-stadion, Debrecen (Hongarije) Scheidsrechter: Michael Oliver | De Bruyne 21', 52' (pen.) Tielemans 48' |       | 36' (e.d.) Castagne | Casteels; Castagne, Faes, Theate, De Cuyper (64' Debast); Onana, De Bruyne , Tielemans (74' Engels); Lukebakio (82' Bakayoko), Openda (64' De Ketelaere), Doku (74' Duranville) Bondscoach: Domenico Tedesco Debuut: Julien Duranville (Borussia Dortmund), Arne Engels (Celtic FC) |

| |                            |       |        | |
| 9 september 2024                                                                                     | Frankrijk                  | 2 – 0 | België | Opstelling België: |
| UEFA Nations League 2024/25 Parc Olympique Lyonnais, Décines-Charpieu Scheidsrechter: Tobias Stieler | Kolo Muani 29' Dembélé 57' |       |        | Casteels; Castagne (83' Meunier), Faes, Debast, Theate; Onana, De Bruyne , Tielemans (60' Mangala); Lukebakio (60' Bakayoko), Openda (69' De Ketelaere), Doku (83' Duranville) Bondscoach: Domenico Tedesco |

|                                                                               |                                        |       |                            | |
| 10 oktober 2024                                                               | Italië                                 | 2 – 2 | België                     | Opstelling België: |
| UEFA Nations League 2024/25 Stadio Olimpico, Rome Scheidsrechter: Espen Eskås | Cambiaso 1' Retegui 24' Pellegrini 40' |       | 42' De Cuyper 61' Trossard | Casteels; Debast, Faes, Theate (69' Vranckx), De Cuyper; Tielemans , De Ketelaere (68' Lukebakio), Mangala (68' Castagne); Doku (87' Fofana), Openda (87' Ngonge), Trossard Bondscoach: Domenico Tedesco Debuut: Malick Fofana (Olympique Lyon), Cyril Ngonge (SSC Napoli) |

|                                                                                           |              |       |                                                | |
| 14 oktober 2024                                                                           | België       | 1 – 2 | Frankrijk                                      | Opstelling België: |
| UEFA Nations League 2024/25 Koning Boudewijnstadion, Brussel Scheidsrechter: Irfan Peljto | Openda 45+3' |       | 35' (pen.), 62' Kolo Muani 24', 76' Tchouaméni | Casteels; Debast, Faes, Theate, Castagne (67' De Cuyper); Tielemans (82' Lukebakio), De Ketelaere (81' Engels), Mangala (67' Vranckx); Doku, Openda, Trossard Bondscoach: Domenico Tedesco |

|                                                                                            |        |       |            | |
| 14 november 2024                                                                           | België | 0 – 1 | Italië     | Opstelling België: |
| UEFA Nations League 2024/25 Koning Boudewijnstadion, Brussel Scheidsrechter: Radu Petrescu |        |       | 11' Tonali | Casteels; Debast, Faes, Theate (72' Al-Dakhil); Castagne (86' Bakayoko), Engels (71' Vermeeren), Onana, De Cuyper (79' Lukebakio); Openda, R. Lukaku , Trossard Bondscoach: Domenico Tedesco |

| |          |       |        | |
| 17 november 2024                                                                                   | Israël   | 1 – 0 | België | Opstelling België: |
| UEFA Nations League 2024/25 Bozsik Aréna, Boedapest (Hongarije) Scheidsrechter: Sebastian Gishamer | Shua 86' |       |        | Casteels; Al-Dakhil (90+3' Sardella), Debast (46' Smets), Faes, Castagne ; Mangala, Engels (90+3' Bassette), Vermeeren (67' Sambi Lokonga); Lukebakio, Openda, Trossard (37' Bakayoko) Bondscoach: Domenico Tedesco Debuut: Matte Smets (KRC Genk), Killian Sardella (RSC Anderlecht), Norman Bassette (Coventry City FC) |

### 2025
| |                                        |       |               | |
| 20 maart 2025                                                                                       | Oekraïne                               | 3 – 1 | België        | Opstelling België: |
| UEFA Nations League 2024/25 Estadio Nueva Condomina, Murcia (Spanje) Scheidsrechter: Sandro Schärer | Hoetsoeljak 66' Vanat 73' Zabarnyj 78' |       | 40' R. Lukaku | Courtois; Meunier, De Winter (80' Raskin), Mechele, De Cuyper (88' Mokio); Debast, De Bruyne (70' Vanaken), Tielemans; De Ketelaere (70' Lukebakio), R. Lukaku , Trossard (80' Saelemaekers) Bondscoach: Rudi Garcia Debuut: Nicolas Raskin (Rangers FC), Jorthy Mokio (AFC Ajax) |

|                                                                               |                                  |       |          | |
| 23 maart 2025                                                                 | België                           | 3 – 0 | Oekraïne | Opstelling België: |
| UEFA Nations League 2024/25 Cegeka Arena, Genk Scheidsrechter: Daniel Siebert | De Cuyper 70' R. Lukaku 75', 86' |       |          | Sels; Meunier (69' De Cuyper), Debast, Faes, Castagne; De Bruyne , Raskin (90' Heynen), Vanaken; Trossard (69' Saelemaekers), R. Lukaku, Doku Bondscoach: Rudi Garcia Debuut: Bryan Heynen (KRC Genk) |

|                                                                               |                 |       |               | |
| 6 juni 2025                                                                   | Noord-Macedonië | 1 – 1 | België        | Opstelling België: |
| WK-kwalificatie 2026 Toše Proeskiarena, Skopje Scheidsrechter: Chris Kavanagh | Alioski 86'     |       | 28' De Cuyper | Sels; Meunier (57' Tielemans), Debast, Faes, De Cuyper (78' Theate); De Bruyne (57' De Winter), Raskin, Vanaken (56' Onana); Saelemaekers, R. Lukaku (82' Openda), Doku Bondscoach: Rudi Garcia |

|                                                                                    |                                                           |       |                                            | |
| 9 juni 2025                                                                        | België                                                    | 4 – 3 | Wales                                      | Opstelling België: |
| WK-kwalificatie 2026 Koning Boudewijnstadion, Brussel Scheidsrechter: Irfan Peljto | R. Lukaku 15' (pen.) Tielemans 19' Doku 27' De Bruyne 88' |       | 45+7' (pen.) Wilson 51' Thomas 69' Johnson | Sels; Meunier (16' De Winter), Debast, Faes, De Cuyper (46' Theate); Onana, De Bruyne (89' Saelemaekers), Tielemans ; Doku, R. Lukaku, Trossard (46' Lukebakio (75' Raskin)) Bondscoach: Rudi Garcia |

|                                                              |               |   |        |                    |
| 4 september 2025                                             | Liechtenstein | – | België | Opstelling België: |
| WK-kwalificatie 2026 Rheinparkstadion, Vaduz Scheidsrechter: |               |   |        | Bondscoach:        |

|                                                             |        |   |            |                    |
| 7 september 2025                                            | België | – | Kazachstan | Opstelling België: |
| WK-kwalificatie 2026 Lotto Park, Anderlecht Scheidsrechter: |        |   |            | Bondscoach:        |

|                                                               |        |   |                 |                    |
| 10 oktober 2025                                               | België | – | Noord-Macedonië | Opstelling België: |
| WK-kwalificatie 2026 Planet Group arena, Gent Scheidsrechter: |        |   |                 | Bondscoach:        |

|                                                                    |       |   |        |                    |
| 13 oktober 2025                                                    | Wales | – | België | Opstelling België: |
| WK-kwalificatie 2026 Cardiff City Stadium, Cardiff Scheidsrechter: |       |   |        | Bondscoach:        |

|                                      |            |   |        |                    |
| 15 november 2025                     | Kazachstan | – | België | Opstelling België: |
| WK-kwalificatie 2026 Scheidsrechter: |            |   |        | Bondscoach:        |

|                                                                    |        |   |               |                    |
| 18 november 2025                                                   | België | – | Liechtenstein | Opstelling België: |
| WK-kwalificatie 2026 Maurice Dufrasnestadion, Luik Scheidsrechter: |        |   |               | Bondscoach:        |

KBVB · A-internationals · Selecties · Statistieken · Bondscoaches · Belgisch vrouwenelftal · Olympisch elftal · België U21 · België U20 · België U19 · België U18 · België U17 · België U16 · Vrouwen U19 · Vrouwen U17
Albanië ·
Algerije ·
Andorra ·
Argentinië ·
Armenië ·
Australië ·
Azerbeidzjan ·
Bosnië en Herzegovina · 
Brazilië ·
Bulgarije ·
Burkina Faso ·
Canada ·
Chili ·
Colombia ·
Costa Rica ·
Cyprus ·
DDR ·
Denemarken ·
Duitsland ·
Egypte ·
El Salvador ·
Engeland ·
Estland ·
Faeröer ·
Finland ·
Frankrijk ·
Gabon ·
Gibraltar ·
Griekenland ·
Hongarije ·
Ierland ·
IJsland ·
Irak ·
Israël ·
Italië ·
Ivoorkust ·
Japan ·
Joegoslavië ·
Kazachstan ·
Kroatië · 
Letland ·
Litouwen ·
Luxemburg ·
Malta ·
Marokko ·
Mexico ·
Montenegro · 
Nederland ·
Noord-Ierland ·
Noord-Macedonië ·
Noorwegen ·
Oekraïne ·
Oostenrijk ·
Panama · 
Paraguay ·
Peru ·
Polen ·
Portugal ·
Qatar ·
Roemenië ·
Rusland ·
San Marino ·
Saoedi-Arabië ·
Schotland ·
Servië ·
Servië en Montenegro ·
Slovenië ·
Slowakije ·
Sovjet-Unie ·
Spanje ·
Tsjechië ·
Tsjecho-Slowakije ·
Tunesië · 
Turkije · 
Uruguay · 
Verenigde Staten · 
Wales · 
Wit-Rusland ·
Zambia · 
Zuid-Korea · 
Zweden · 
Zwitserland
Algerije (2014) ·
Argentinië (2014) · 
Brazilië (2018) · 
Canada (2022) · 
Denemarken (2021) · 
Engeland (2018, 1) · 
Engeland (2018, 2) · 
Finland (2021) · 
Frankrijk (1904) ·
Frankrijk (2018) · 
Ierland (2016) · 
Italië (2016) · 
Italië (2021) · 
Japan (2018) · 
Kroatië (2022) · 
Marokko (2022) · 
Nederland (1985) · 
Panama (2018) ·
Polen (1982) · 
Portugal (2021) · 
Rusland (2014) · 
Rusland (2021) · 
Sovjet-Unie (1982) · 
Tunesië (2018) · 
Verenigde Staten (2014) ·
West-Duitsland (1980) · 
Zuid-Korea (2014)
CONMEBOL: Argentinië · Bolivia · Brazilië · Chili · Colombia · Ecuador · Paraguay · Peru · Uruguay · Venezuela

UEFA: Albanië · Andorra · Armenië · Azerbeidzjan · België · Bosnië en Herzegovina · Bulgarije · Cyprus · Denemarken · Duitsland · Engeland · Estland · Faeröer · Finland · Frankrijk · Georgië · Gibraltar · Griekenland · Hongarije · IJsland · Ierland · Israël · Italië · Kazachstan · Kosovo · Kroatië · Letland · Liechtenstein · Litouwen · Luxemburg · Malta · Moldavië · Montenegro · Nederland · Noord-Ierland · Noord-Macedonië · Noorwegen · Oekraïne · Oostenrijk · Polen · Portugal · Roemenië · Rusland · San Marino · Schotland · Servië · Slovenië · Slowakije · Spanje · Tsjechië · Turkije · Wales · Wit-Rusland · Zweden · Zwitserland

AFC: Australië · China · Irak · Iran · Japan · Libanon · Oezbekistan · Oman · Qatar · Saoedi-Arabië · Syrië · Verenigde Arabische Emiraten · Vietnam · Zuid-Korea

CAF: Algerije · Burkina Faso · Congo-Kinshasa · Egypte · Ghana · Ivoorkust · Kaapverdië · Kameroen · Mali · Marokko · Nigeria · Senegal · Tunesië · Zuid-Afrika

CONCACAF: Canada · Costa Rica · Curaçao · El Salvador · Honduras · Jamaica · Mexico · Panama · Suriname · Verenigde Staten

OFC: Nieuw-Zeeland